# Ayllusuchus
Ayllusuchus es un género extinto de mesoeucrocodilio perteneciente a la familia de los sebécidos. Sus fósiles se han hallado en estratos de Argentina que datan de principios del Eoceno.